# Cyperus digitatus
Cyperus digitatus là loài thực vật có hoa trong họ Cói. Loài này được Roxb. mô tả khoa học đầu tiên năm 1820.